# Desis risbeci
Espèce
Desis risbeci est une espèce d'araignées aranéomorphes de la famille des Desidae.

## Distribution
Cette espèce est endémique de Nouvelle-Calédonie.

## Étymologie
Cette espèce est nommée en l'honneur de Jean Risbec.

## Publication originale
- Berland, 1931 : Sur quelques araignées envoyées de Nouvelle Calédonie par M. Risbec. Bulletin du Muséum National d'Histoire Naturelle de Paris, sér. 2, vol. 3, p. 666-672.